# Bruno Rodriguez (football)
Pour les articles homonymes, voir Bruno Rodriguez et Rodriguez.
Bruno Rodriguez, né le 25 novembre 1972 à Bastia, est un footballeur professionnel français. Son poste de prédilection est attaquant. 
C'est principalement avec le FC Metz lors de la saison 1997/1998 et un titre de vice-champion de France qu'il explose au plus haut niveau.

## Biographie
Bruno Rodriguez est resté dans le cœur des supporters du Paris SG pour avoir marqué le but victorieux face à l'OM (2-1) lors de la saison 1998/1999.
Après avoir ouvert une boulangerie avec un ami, il devient en juillet 2010 conseiller dans le club corse de CFA2 de Borgo FC. 
En 2022, le magazine So Foot le classe dans le top 1000 des meilleurs joueurs du championnat de France, à la 478e place.
Il est amputé d'une partie de la jambe droite en 2022, suite aux infiltrations subies durant sa carrière de footballeur.

## Palmarès
- Championnat de France :
  - Vice-champion en 1998 avec le FC Metz
- Coupe de la Ligue
  - Finaliste en 1995 avec SC Bastia